# Angelo Bioletto
Angelo Bioletto (Torino, 30 settembre 1906 – Milano, 26 dicembre 1986) è stato un fumettista italiano.

## Biografia
Quando ha circa venti anni trova lavora in uno studio grafico; dopo qualche anno venne assunto come disegnatore umoristico dal quotidiano di Torino, La Stampa, per il quale realizza vignette e rubriche come "Bioletto ha visto", "Bioletto in città", "Taccuino di Bioletto"; nel 1938 disegna le figurine del concorso Perugina, ispirato al programma radiofonico di Nizza e Morbelli I quattro moschettieri e, nel 1939, illustra il Don Chisciotte a fumetti per la rivista L'Audace della Mondadori. Il 24 luglio 1935 partecipa alla campagna propagandistica in favore della Guerra d'Etiopia con la vignetta Un cattivo affare su La Stampa della Sera, dove possiamo vedere un mercante inglese vendere dei cannoni a un acquirente etiope, con un soldato italiano che incombe minaccioso sullo sfondo a scongiurare, per i fascisti, questo vile acquisto che avrebbe pesato sulla popolazione civile. 
Nel 1940 viene coinvolto nella lavorazione del lungometraggio La rosa di Bagdad, secondo film d'animazione europeo nonché il primo film italiano a colori, ma abbandonò la produzione a causa di divergenze artistiche con il produttore Anton Gino Domeneghini. Con il mercato della pubblicità bloccato dall'ingresso dell'Italia in guerra, il produttore e regista Anton Gino Domeneghini scrittura alcuni disegnatori per creare una squadra di animatori; il film verrà completato solo nel dopoguerra, nel 1949, quando venne anche presentato alla 10ª Mostra d'arte cinematografica di Venezia. Successivamente iniziò a collaborare per breve tempo con l'editore Carroccio, riprendendo poi l'attività con diverse testate giornalistiche.
Tra il 1948 e il 1950 disegnò tre storie a fumetti per la Mondadori da pubblicare su Topolino, scritte da Guido Martina: Topolino e il cobra bianco, Topolino e i grilli atomici e L'inferno di Topolino (1949), quest'ultima capostipite del genere parodistico della Disney in Italia e pubblicata in sei episodi nei numeri da 7 a 12 di Topolino; successivamente si disinteressa dei fumetti per dedicarsi all'illustrazione di libri per ragazzi che ritiene meno faticosa e più remunerativa.
Ha pubblicato nel 1946/1947 un racconto a puntate sulla rivista Il Moschettiere dal titolo: I quattro Moschettieri dal n° 1 del 1946 al n° 12 1947
Negli anni Sessanta, utilizzando lo pseudonimo di Michele, ha collaborato con la Fratelli Fabbri Editori per le illustrazioni delle Fiabe Sonore, realizzando quelle di Cenerentola e di Cinque in un baccello.
Morì nel 1986 all'età di 80 anni.